# Macrosteles tesselatus
Macrosteles tesselatus är en insektsart som beskrevs av Hamilton 1983. Macrosteles tesselatus ingår i släktet Macrosteles och familjen dvärgstritar. Inga underarter finns listade i Catalogue of Life.